# Robert Pearce (zápasník)
Robert Edward Pearce  (29. února 1908, Wyaconda, Missouri, USA – 15. března 1996, Lloydminster, Kanada) byl americký zápasník.
V roce 1932 vybojoval na olympijských hrách v Los Angeles zlatou medaili ve volném stylu v bantamové váze.